# سن-اولریک (کبک)
سن-اولریک (به فرانسوی: Saint-Ulric) شهری در منطقه شهری ماتان ناحیه با-سن-لوران در استان کبک کانادا است. در سرشماری سال ۲۰۱۱ این شهر ۱٬۵۹۶ نفر جمعیت داشته‌است و مساحت آن ۱۱۸٫۶۸ کیلومتر مربع است.